# 中国の出版社の一覧
本項は中国の出版社の一覧である。

## 中国国営出版社
- 中国科学技術出版社

## 中国出版集団
- 人民出版社
- 商務印書館
- 人民文学出版社
- 人民音楽出版社
- 中華書局
- 中国大百科全書出版
- 中国美術出版総社
- 人民音楽出版社
- 生活·読書·新知三連書店
- 東方出版中心
- 中国対外翻訳出版公司

## 上海世紀出版集団
- 上海人民出版社
- 少年儿童出版社
- 上海科技出版社
- 上海教育出版社
- 上海訳文出版社
- 上海辞書出版社
- 上海古籍出版社
- 学林出版社
- 上海遠東出版社
- 上海科教出版社
- 漢語大詞典出版社
- 上海書店
- 北京世紀文景公司

## 科学出版集団
- 科学出版社
- 中国科技大学出版社
- 北京希望電脳公司
- 北京科海高技術公司
- 北京中科進出口公司

## 鳳凰出版伝媒集団
- 江蘇科学技術出版社
- 江蘇教育出版社
- 江蘇少年児童出版社
- 江蘇美術出版社
- 鳳凰出版社
- 江蘇文芸出版社
- 訳林出版社
- 江蘇電子音像出版社

## 遼寧出版集団
- 遼寧人民出版社
- 遼寧美術出版社
- 遼海出版社
- 遼寧教育出版社
- 遼寧科学技術出版社
- 遼寧少年儿童出版社
- 春風文芸出版社
- 遼寧民族出版社
- 万巻出版公司
- 遼寧音像出版社
- 遼寧電子出版社

## 河南出版集団
- 大象出版社
- 海燕出版社

## 湖北出版集団
- 湖北人民出版社
- 湖北美術出版社
- 湖北教育出版社
- 湖北少年児童出版社
- 湖北科学技術出版社
- 湖北辞書出版社
- 湖北音像芸術出版社
- 長江文芸出版社

## 山東出版集団
- 山東人民出版社
- 山東文芸出版社
- 山東教育出版社
- 山東科学技術出版社
- 明天出版社
- 斉魯書社
- 山東美術出版社
- 山東友誼出版社
- 山東画報社
- 山東画報出版社
- 山東電子音像出版社

## 広東省出版集団
- 広東人民出版社
- 広東教育出版社
- 広東科技出版社
- 花城出版社
- 新世紀出版社
- 広東経済出版社
- 広東海燕電子音像出版社
- 広東省言言音像出版社
- 広東新華印刷廠
- 広東広彩印務有限公司
- 広東省印刷物資公司
- 北京藍洋広版文化伝播有限公司
- 新周刊雑誌社
- 時代週報社
- 大経済雑誌社
- 粤港澳価格雑誌社
- 広東教材出版中心
- 広東省出版集団課程教材研究中心

## 大学出版社
- 外語教学与研究出版社
- 北京大学出版社
- 上海交通大学出版社
- 復旦大学出版社
- 清華大学出版社
- 華東師範大学出版社
- 中国政法大学出版社
- 人民郵電出版社
- 人民教育出版社
- 人民体育出版社
- 科学技術文献出版社
- 華文出版社
- 中国地図出版社
- 中国水利水電出版社
- 原子能出版社
- 法制出版社
- 中共党史出版社
- 中央編訳出版社
- 世界知識出版社
- 団結出版社
- 中国経済出版社
- 群集出版社
- 大連理工大学出版社
- 東北財経大学出版社

## 専門出版社
- 人民郵電出版社
- 人民教育出版社
- 人民体育出版社
- 科学技術文献出版社
- 華文出版社
- 中国地図出版社
- 中国水利水電出版社
- 原子能出版社
- 法制出版社
- 中共党史出版社
- 中央編訳出版社
- 世界知識出版社
- 団結出版社
- 中国政法大学出版社
- 中国経済出版社
- 群集出版社